# Signalisation routière en Corée du Nord
La signalisation routière en Corée du Nord désigne les règles, des panneaux et les marques de circulation pour le réseau routier nord-coréen.

## Sens de circulation, feux, et limitations de vitesse

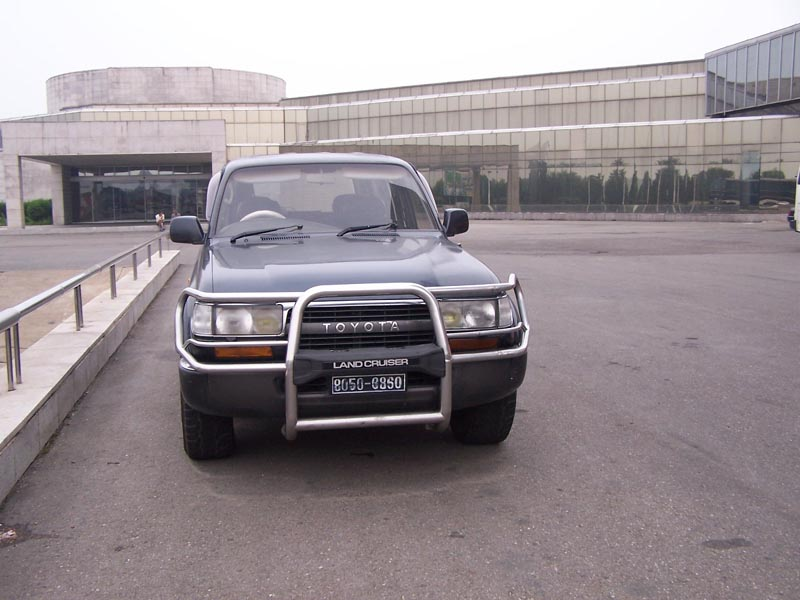
Véhicule Toyota Land Cruiser avec le volant à droite, en face d'un hôtel à Pyongyang.

Depuis 1945-1946, la circulation se fait à droite sur les routes[réf. nécessaire]. Dans les villes, la vitesse de circulation est déterminée par la voie dans laquelle se trouve le conducteur. Les limites de vitesse sont de 40 km/h, 60 km/h et 70 km/h pour la première, la deuxième et la suivante (si elle existe) voie à partir de la droite, respectivement. Un panneau blanc sur bleu l'indique . La voie la plus à gauche, si elle porte le numéro 3 à partir de la droite et n'est pas une voie de virage, est souvent laissée libre, même par les bus touristiques, tandis que la deuxième voie à partir de la droite est généralement utilisée pour dépasser les véhicules de la première voie, tels que les bus et les tramways des transports publics.
Outre le panneau bleu en ville, toutes les autres occasions, telles que les autoroutes et les routes en dehors des villes, utilisent le panneau plus connu du cercle rouge avec le numéro à l'intérieur pour indiquer les limites de vitesse. Sur les autoroutes, la limite habituelle est de 80 km/h et de 100 km/h pour les voies de droite, respectivement, comme indiqué sur l'autoroute de Pyongyang-Kaesong, par exemple. La voie la plus à droite d'une autoroute est parfois, comme sur l'autoroute Pyongyang-Myohyang, limitée à 60 km/h près des points de jonction des bretelles d'accès.
Depuis 2014 environ, des feux de circulation et des caméras montés horizontalement ont été installés dans le centre de Pyongyang et dans d'autres villes. En dehors de Pyongyang, des ronds-points sont souvent utilisés aux carrefours très fréquentés.
Du fait de la vétusté des autoroutes, les véhicules ne dépassent pas régulièrement les 50 km/h.
La loi nord-coréenne interdit de marcher ou de faire du vélo sur les autoroutes. La circulation sur autoroutes est limitée aux véhicules autorisés. Seuls les véhicules militaires, les bus interurbains, les véhicules de transport d'urgence et les véhicules transportant des habitants visitant des sites révolutionnaires ou des touristes étrangers peuvent utiliser ces autoroutes.

## Types de panneaux
- Panneau d'avertissement : panneau informant les usagers de la route des conditions routières dangereuses ou des marchandises dangereuses se trouvant sur ou à proximité de la route, afin qu'ils puissent prendre les mesures de sécurité nécessaires.

- Panneau d'interdiction : panneau informant les usagers de la route de diverses restrictions et interdictions pour la sécurité du trafic routier.

- Panneau d'orientation : panneau informant les usagers de la route des instructions et facilités nécessaires à la sécurité de la circulation routière, telles que la manière d'utiliser la route et la répartition des voies de circulation.

## Liste des panneaux
Les sections entre crochets correspondent aux panneaux de signalisation de la république de Corée. Les panneaux de signalisation de la république populaire démocratique de Corée n'appliquent pas la règle de l'allitération et utilisent le coréen pur, de sorte que les panneaux de signalisation sont également encouragés à utiliser des caractères chinois.[pas clair]

### Panneaux d'avertissement

Avertissement de passage piéton
Avertissement de zones de population
Avertissement de tunnel
Avertissement de passage a niveau de train sans barrière
Avertissement pour les trains
Avertissement de passages à niveau de tramways
Avertissement de danger

### Panneaux d'interdiction

Route fermée
Interdit aux voitures particulières
Interdit aux camions
Levée d'interdiction de dépassement
Interdit aux piétons
Interdit aux vélos
Arrêt et stationnement interdits
Stationnement interdit

### Panneaux de priorité

Stop
Cédez-le-passage
Priorité par rapport à la circulation opposée
Cédez le passage à la circulation opposée
Voie prioritaire

### Panneau d'orientation

Passage piéton
Contournement obligatoire par la droite
Carrefour giratoire
Zone piétonne
Klaxon autorisé
Vitesse minimum autorisée
Zone cycliste
Zone piétonne et cycliste
Demi-tour
Sens de circulation sur la voie
Début d'autoroute
Fin d'autoroute
Information d'entrée/sortie de province
Information de carrefour/direction (?) 갈럼길안내
Mémorial militaire ou champ de bataille militaire
Information d'hôtel
Information de tunnel
Zone de parking
Zone de parking pour taxi
Passage souterrain

### Panneau d'obligation

Pas de voie de circulation pour tous les véhicules
Pas de voie de circulation pour les voitures particulières
Ne pas s'arrêter
Pas de stationnement autorisé
Début d'autoroute ou de voie express
Fin d'autoroute ou de voie express

## Galerie

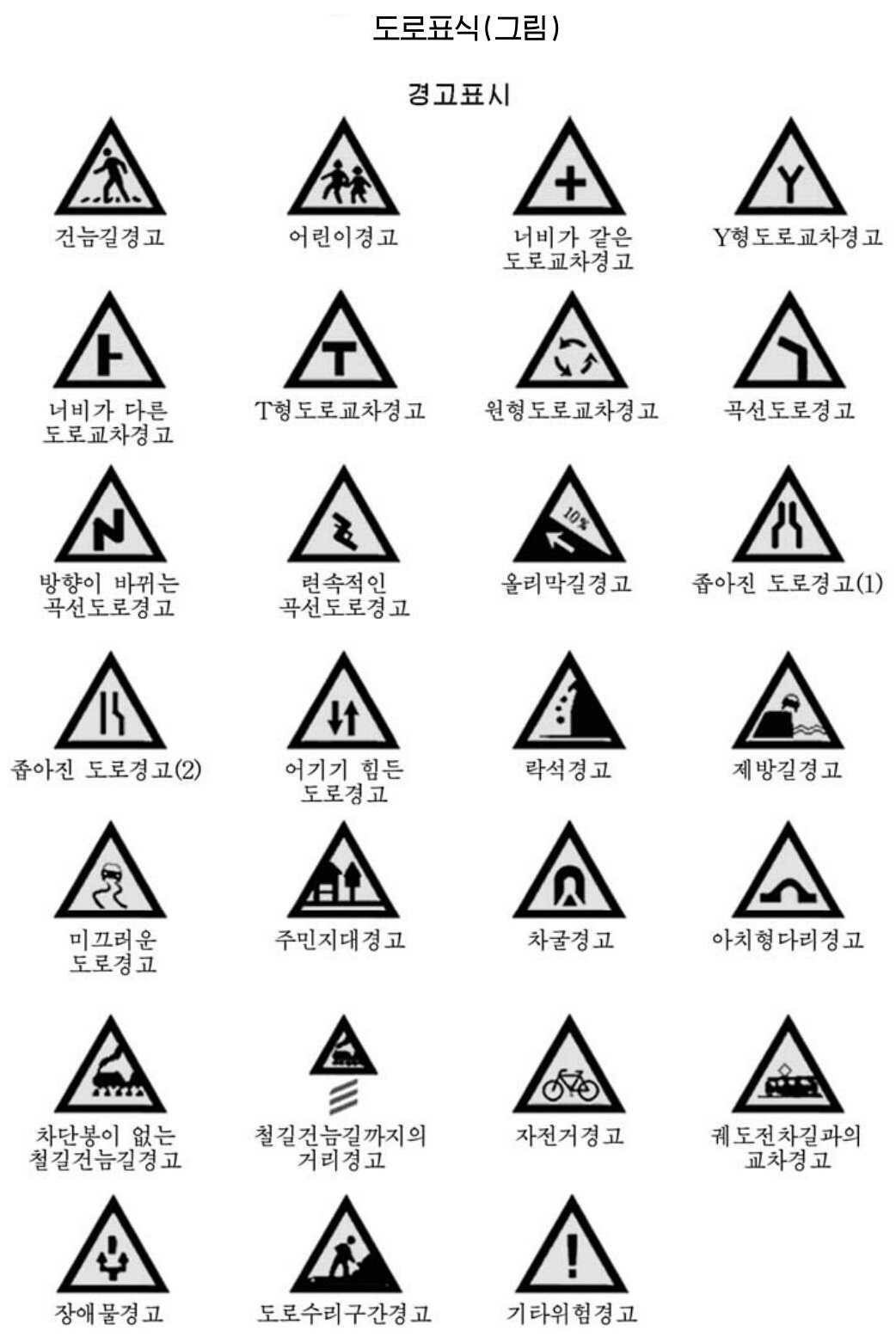
Panneaux d'avertissement
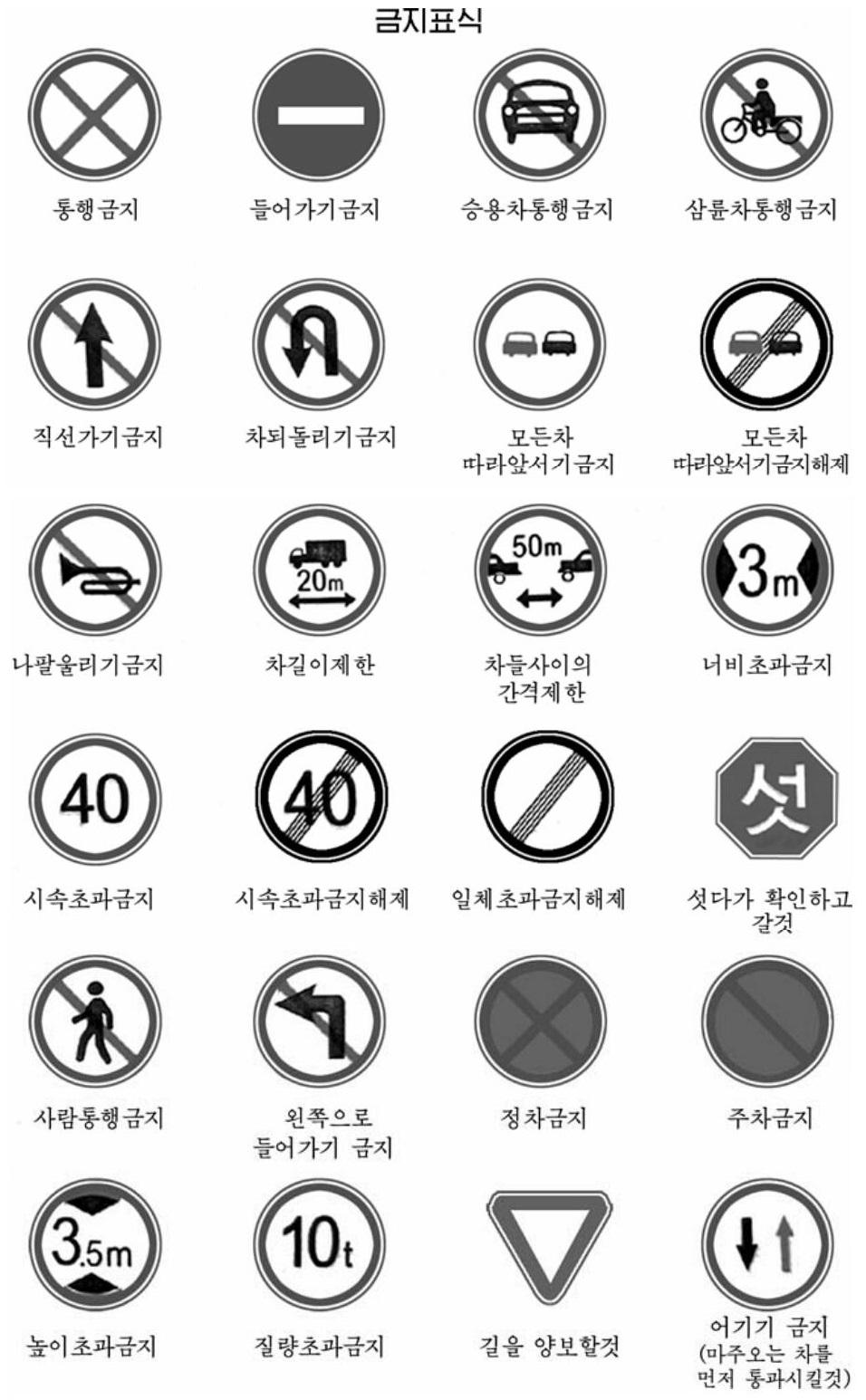
Panneaux d'obligation
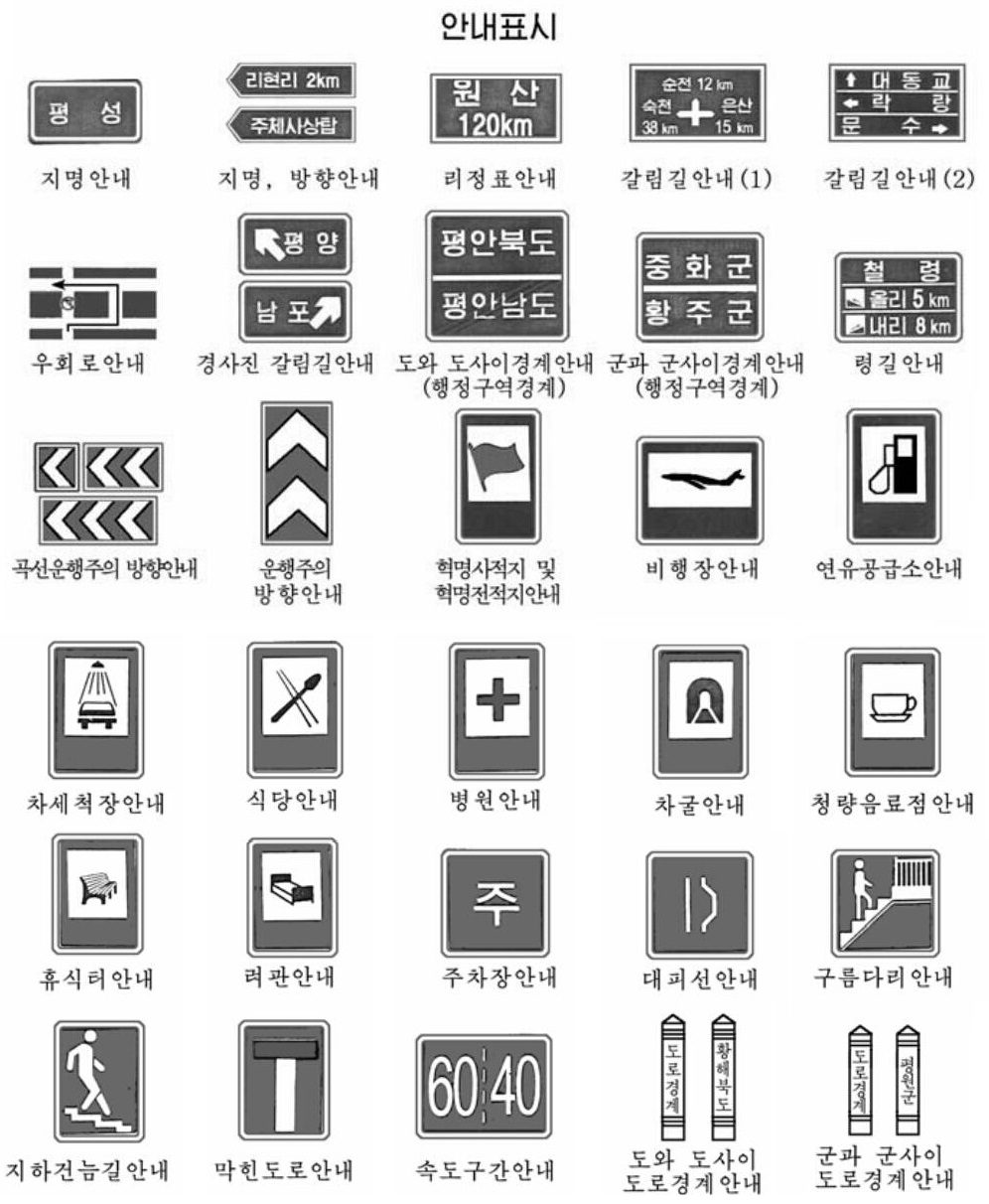
Panneaux d'information
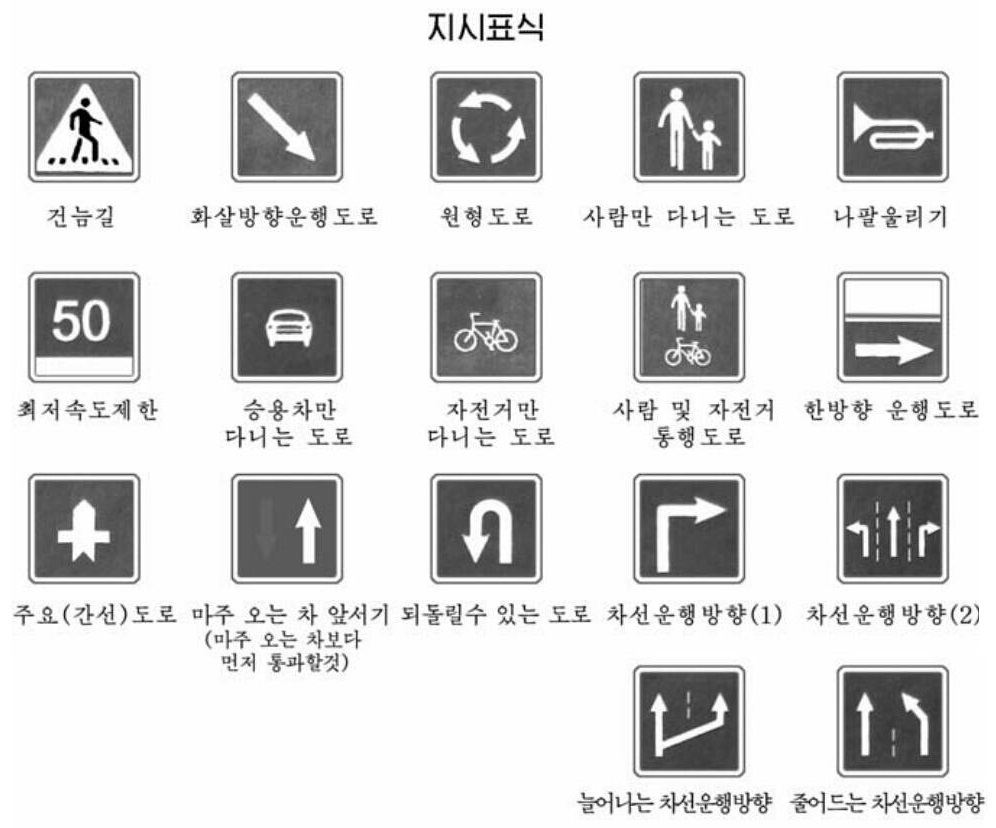
Panneaux de direction